# Rote Wiesen
Rote Wiesen (Originaltitel: De røde enge) ist ein dänisches Filmdrama aus dem Jahr 1945 von Bodil Ipsen und Lau Lauritzen jr. Der Film basiert auf dem gleichnamigen Buch des dänischen Widerstandskämpfers Ole Valdemar Juul.

## Handlung
Der Saboteur Michael Lans wird während der Besatzungszeit Dänemarks im Zweiten Weltkrieg von der Gestapo verhaftet. Zum Tode verurteilt sitzt er in seiner Zelle und rekapituliert die Ereignisse, die zu seiner Verhaftung geführt haben.
Britische Flugzeuge sollen Waffen und Ausrüstung für dänische Widerstandsgruppen über Jütland abwerfen. An einer der Abwurfzonen sind Michael und seine Leute in Stellung gegangen. Als die Männer ihr Versteck später aufsuchen, werden sie von deutschen Soldaten angegriffen. Michael kann sich den Weg freischießen und entkommen.
Auf einer Landstraße wird er von einem deutschen Offizier in seinem Auto angehalten. Michael erschießt den Offizier und bemächtigt sich seiner Uniform. So kann er Kopenhagen und seine Freundin Ruth erreichen. Mit dem Gruppenführer Toto plant Michael einen Sabotageakt auf eine Waffenfabrik. Es kommt der Verdacht auf, dass sich in der Gruppe ein Verräter befindet.
Ein Gruppenmitglied, Dreyer, wird gefangen genommen. Michael flieht mit Ruth zum Sommerhaus ihres Onkels. Ruth befürchtet, Michael zu verlieren. Wenn er sterbe, wäre alles bedeutungslos. Die Gräser wären nicht mehr grün, sie wären dann rot gefärbt von seinem Blut.
Der Sabotageakt soll nun doch ausgeführt werden. Jedoch gerät die Gruppe in einen Hinterhalt von deutschen Soldaten, die augenscheinlich wussten, was vor sich geht. Bei der folgenden Schießerei wird Michael verletzt. Noch bevor er gefangen genommen wird, kann er die Fabrik sprengen.
Im Gefängnis erhält Michael vom Wärter Steinz, der den Krieg und die Nazis hasst, kleinere Hilfen. Er kann jedoch nicht verhindern, dass Michael gefoltert wird. Michael erträgt die Folter, wird jedoch zum Tode verurteilt. Er hegt einen konkreten Verdacht, wer der Verräter in der Gruppe ist. Steinz kann eine Information für die Gruppe aus dem Gefängnis schmuggeln. 
Durch einen Trick wird das Gruppenmitglied Prikken als Verräter entlarvt und hingerichtet. Auf dem Weg zu seiner Exekution erfährt er, dass Steinz’ Familie bei einem alliierten Luftangriff ums Leben gekommen sei. Michael schlägt Steinz vor, mit ihm zu flüchten, doch Steinz begeht Selbstmord. Michael gelingt die Flucht und versteckt sich in einer Bäckerei. Er kann mit Toto Kontakt aufnehmen. Mit Ruth entkommt er nach Schweden.

## Kritiken
Das Lexikon des internationalen Films schrieb: „Eindringliches und überzeugendes Drama über die Zeit des Widerstandes gegen die deutsche Okkupation. Der Film verzichtet auf Pathos und Schwarzweißmalerei zugunsten eines teilweise schonungslosen Realismus.“

## Veröffentlichung
Die Premiere des Films fand am 26. Dezember 1945 in Dänemark statt. Am 6. Januar 1956 kam er in die Kinos der DDR.

## Auszeichnungen
Bei den Internationalen Filmfestspielen von Cannes 1946 wurde der Film mit dem „Grand Prix du Festival International du Film“ ausgezeichnet.